# Chris Miller
Christopher „Chris” Miller (n. 1968) este un actor de voce, regizor, comic, scenarist și producător american. Este cel mai faimos pentru regizarea filmelor de animație Shrek al Treilea și Motanul încălțat (pentru care a primit prima sa nominalizare la Premiul Oscar)  și pentru interpretarea rolului de voce al lui Kowalski în seria de filme Madagascar.

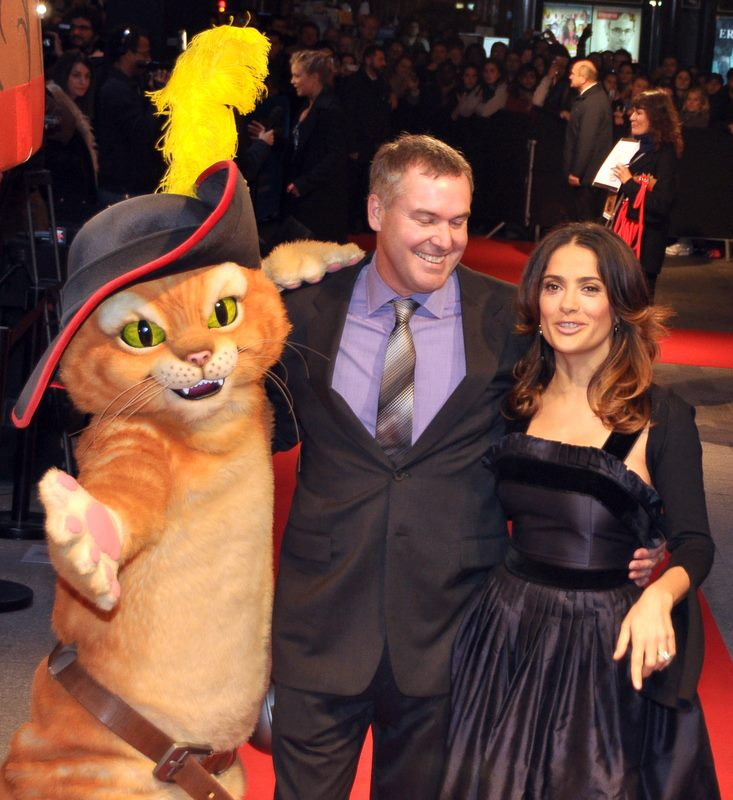
Miller în 2011

## Biografie și carieră
A studiat animația la Institutul Californian de Arte.
Miller s-a alăturat DreamWorks Animation în 1998 ca un artist de storyboard al primei comedii animate a studioului, Furnicuțe.

## Filmografie
| An   | Titlu                                    | Rol                                                     | Note                              |
| ---- | ---------------------------------------- | ------------------------------------------------------- | --------------------------------- |
| 1988 | The Thing What Lurked in the Tub         | Lugmeyer                                                |                                   |
| 1988 | Lea Press on Limbs                       |                                                         | Regizor                           |
| 1989 | The Cellar                               | Willy Cashen                                            |                                   |
| 1992 | Cool World                               |                                                         | key clean-up artist               |
| 1997 | Officer Buckle and Gloria                |                                                         | storyboard artist                 |
| 1998 | Antz                                     |                                                         | story artist                      |
| 2001 | Shrek                                    | Geppetto/Magic Mirror                                   | story artist/additional dialogue  |
| 2003 | Sinbad: Legend of the Seven Seas         | Tower Guard                                             | additional story artist           |
| 2004 | Shrek 2                                  | Humphries/Magic Mirror                                  | head of story/additional dialogue |
| 2005 | Madagascar                               | Kowalski                                                | story artist                      |
| 2007 | Shrek the Third                          | Puppet Master/Announcer/Mascot/Singing Villain          | Regizor/scenarist                 |
| 2008 | Igor                                     |                                                         | special thanks                    |
| 2008 | Madagascar: Escape 2 Africa              | Kowalski                                                |                                   |
| 2009 | Monsters vs. Aliens                      | Advisor Cole/Army Commander Jones                       | additional story artist           |
| 2010 | Shrek Forever After                      | Royal Messenger/Magic Mirror/Geppetto                   |                                   |
| 2011 | Puss in Boots                            | Little Boy Blue/Friar Miller/Prison Guard/Manual/Rafael | Regizor                           |
| 2012 | Madagascar 3: Europe's Most Wanted       | Kowalski                                                |                                   |
| 2013 | Turbo                                    | Tour Bus Driver                                         |                                   |
| 2014 | Penguins of Madagascar                   | Kowalski                                                |                                   |
| 2018 | Puss in Boots 2: Nine Lives & 40 Thieves |                                                         | Regizor                           |

### Televiziune
| An   | Titlu            | Rol      | Note              |
| ---- | ---------------- | -------- | ----------------- |
| 2007 | Shrek the Halls  |          | Regizor dialoguri |
| 2009 | Merry Madagascar | Kowalski |                   |

## Legături externe
- Chris Miller la Internet Movie Database
- Chris Miller interview Arhivat în 21 septembrie 2008, la Wayback Machine.